# Hechtia
Hechtia Klotzsch é um género botânico pertencente à família Bromeliaceae, subfamília Pitcairnioideae.
As espécies deste gênero são encontrados no sul dos Estados Unidos,  México, Guatemala e Honduras.
O gênero foi nomeado em homenagem ao alemão Julius Gottfried Conrad Hecht (1771-1837), conselheiro do Rei da Prússia.
Hechtia é composto por aproximadamente 50 espécies.

## Principais espécies
- Hechtia argentea Baker
- Hechtia epigyna Harms
- Hechtia gayorum L.W.Lenz
- Hechtia glabra Brandegee
- Hechtia guatemalensis Mez
- Hechtia laxissima L.B.Smith
- Hechtia marnier-lapostollei L.B.Smith
- Hechtia melanocarpa L.B.Smith
- Hechtia podantha Mez
- Hechtia rosea E.Morren ex Baker
- Hechtia stenopetala Klotzsch
- Hechtia texensis S.Watson
- Hechtia tillandsioides (André) L.B.Smith
- «PPP-Index Lista completa»

## Ligações exernas
- «Espécies e fotos»
- «Etimologia»